# Saint-Coutant (Charente)
Saint-Coutant è un comune francese di 218 abitanti situato nel dipartimento della Charente, nella regione della Nuova Aquitania.

## Società

### Evoluzione demografica
Abitanti censiti